# December 2014
| December 2014 |
| Månader under 2014: Januari · Februari · Mars · April · Maj · Juni · Juli · Augusti · September · Oktober · November · December ← December 2013 · Januari 2015 → |

## Händelser

### 2 december
- Sverigedemokraterna meddelar att de tänker stödja Alliansens förslag i budgetomröstningen, vilken skulle fälla Regeringen Löfvens budget.[1]

### 3 december
- Extra val aviseras efter att Sveriges riksdag har röstat ned regeringen Löfvens budgetförslag.

### 5 december

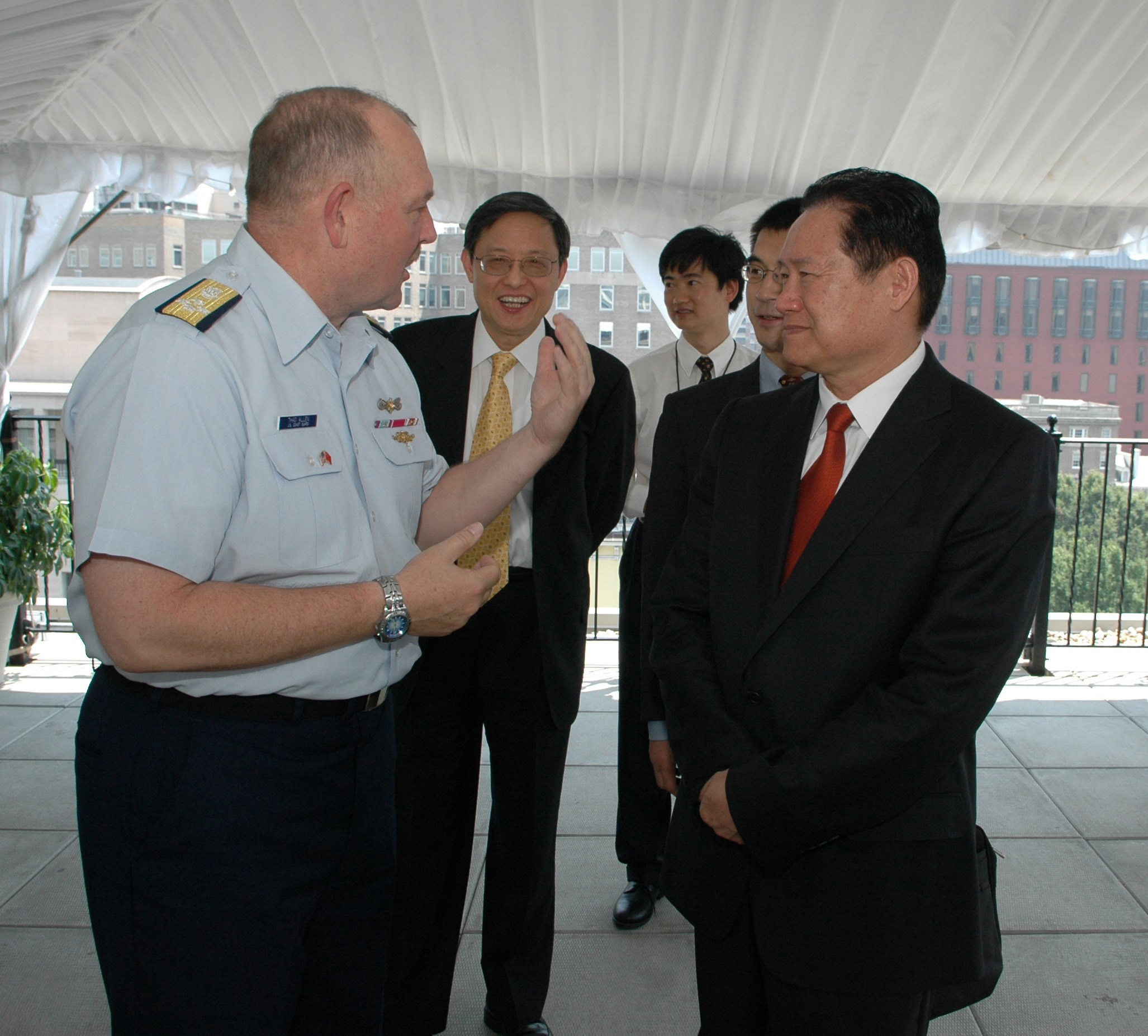
Zhou Yongkang (2006).

- Lisa Ajax vinner Idol 2014:s final i Globen med 51 % av rösterna.
- Fabiola, drottning av Belgien 1960–1993, avlider.
- Den tidigare kinesiska inhemska säkerhetschefen Zhou Yongkang arresteras och utesluts ur Kinas kommunistiska parti.
- NASA bedriver framgångsrikt den första flygningen i sin Orion-rymdfarkost.

### 17 december
- USA:s president Barack Obama meddelar att landet tänker normalisera de diplomatiska relationerna till Kuba.

### 18 december
- Skådespelaren Ingvar Kjellson avlider 91 år gammal.

### 27 december
- Regeringspartierna i Sverige (Socialdemokraterna och Miljöpartiet) sluter en  överenskommelse med Alliansen och planerna på ett extra val avskrivs.

### 28 december
- Den svenska alpina skidåkaren Sara Hector tar sin första världscupseger.